# 신은수
신은수(申銀秀, 2002년 10월 23일 ~ )는 대한민국의 배우이다.

## 학력
- 서울은정초등학교 (2015년 졸업)
- 봉영여자중학교 (2018년 졸업)
- 안양예술고등학교 연극영화과 연극전공 51기 (2021년 졸업)
- 동국대학교 연극학부 (재학)

## 경력

### 2014 - 2018: 데뷔 및 초기 경력

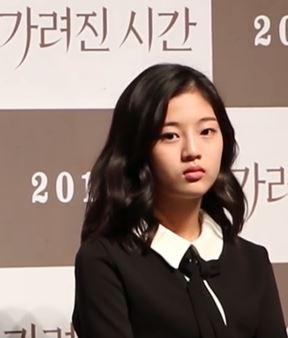
2016년 영화 《가려진 시간》 제작발표회에서 신은수

신은수는 2014년 6학년 때 합창단 활동을 하다가 오디션 제안을 받았다. 얼떨결에 캐스팅이 된 후에 부모님이 ‘경험은 다양할수록 좋다’고 하여 JYP 엔터테인먼트 오디션을 보게 됐으며 합격을 한 후 1년 동안 걸그룹 준비를 했다.
소속사의 권유로 14세의 나이에 2015년 영화 《가려진 시간》오디션을 봤으며, 이후 300대 1의 경쟁률을 뚫고 강동원의 상대 역 오수린 역에 발탁되면서 연예계에 데뷔를 했다.
영화는 2016년 11월에 개봉되었다. 동시에 같은 달 중순부터 방영된 SBS 드라마 《푸른 바다의 전설》에서 전지현의 아역으로 출연했고 브라운관에서도 대중들에게 눈도장을 찍었다.
2016년 12월 글로벌 식품기업 '네슬레'와 일본의 영화 감독 이와이 슌지가 제작한 단편 영화 《장옥의 편지》에 봉수(김주혁 분)와 은아(배두나 분)의 딸 혜정 역에 캐스팅 되었다.
총 4편으로 구성됐으며 2017년 2월 16일부터 19일까지 매일 한편씩 공개를 했다.
황순원 작가의 동명의 소설을 각색한 애니메이션 《소나기》에서 소녀 역을 맡았다. 애니메이션은 2017년 8월에 개봉했다. 이후 9월에 방영한 JTBC 웹드라마 《마술학교》에서 마술학교의 원장이자 마술계의 은둔자 마스터 한(류승수 분)의 딸 한이슬 역으로 분했다. 아버지 한선생을 따라 이 나라, 저 나라에 떠돌며 마술을 하며 살다보니, 다양한 문화를 접한 자유로운 영혼을 가지고 있고, 특히 춤, 타로점, 마술 등 집시문화에 흥미를 가지고있으며, 마술사가 아닌 무용수를 꿈꾸고 있는 인물이다.
신은수는 이번 드라마를 통해 우아하면서도 격정적 파워를 가진 ‘플라멩코’를 선보였다. 이와 관련해 그녀는 촬영 전 간단한 마술을 2~3개 정도와 플라멩코라는 춤을 배웠다. 특히 플라멩코는 촬영하기 전에 연습을 많이 했는데 무용을 해본 적이 없어서 어려운 부분도 있었지만 그래도 춤이 점점 몸에 익으면서 나중에는 정말 즐겁게 준비를 할 수 있었던 것 같다고 전했다.
2018년 1월 6일에 방영된 tvN 단막극 '드라마 스테이지'의 작품 《문집》에서 서울에서 시골 마을 외갓집에 내려온 도도한 소녀 '신소이' 역으로 출연했다.
이후 같은 해 7월 개봉한 영화 《인랑》에서 반정부 무장테러단체 섹트의 폭탄 운반조인 빨간망토 소녀 이재희 역으로 출연했다. 이 작품을 통해 강동원과 재회를 하게 되었다.
그 후 신은수는 동년 10월부터 11월까지 방영된 MBC 드라마 《배드파파》에서 유지철(장혁 분) 과 최선주(손여은 분)의 딸 유영선 역을 맡았다.

### 2019 - 현재
2019년 2월 12일 SBS 《인기가요》의 MC로 발탁됐으며, 2월 17일부터 10월 6일까지 세븐틴의 멤버 민규와 함께 진행을 맡았다.
7월에 개봉한 사극 영화 《기방도령》에 출연한다. 신은수는 허색 (이준호 분) 이 얹혀사는 곳이자 난설 (예지원 분)이 운영하는 유수 깊은 기생집 '연풍각'에서 지내는 '숙정'으로 분했다.
2019년 9월 1일부터 JYP엔터테인먼트와 배우 부문 공동운영체제인 앤피오엔터테인먼트 소속이 되었다.

시네마틱드라마 SF8 《일주일 만에 사랑할 순 없다》에 캐스팅 되었다. 신은수가 맡은 혜화 역은 지구의 종말을 막기 위해 고군분투하는 인물, 초능력자들을 집요하게 찾으며 극의 긴박함을 이끌어 가는 신비로운 분위기를 가진 캐릭터다.
이작품은 김동식 작가의 동명의 소설이 원작이며, 지구 멸망 일주일 전, 혜성 유도 폭탄 개발을 위해 초능력자들이 모인 이야기를 그리고 있다. 신은수가 출연한 에피소드는 9월 11일에 방영했다.
2020년 10월부터 방영한 KBS2 드라마 《도도솔솔라라솔》에서 진숙경(예지원 분)의 딸 진하영 역으로 출연했다.

## 작품 목록

### 영화
| 연도 | 제목        | 역할                   | 참고                |
| ---- | ----------- | ---------------------- | ------------------- |
| 2016 | 가려진 시간 | 오수린                 |                     |
| 2017 | 장옥의 편지 | 혜정                   | 한일 합작 단편 영화 |
| 2017 | 소나기      | 소녀 (목소리)          | 애니메이션 영화     |
| 2018 | 인랑        | 이재희 (빨간모자 소녀) |                     |
| 2019 | 기방도령    | 숙정                   |                     |
| 2025 | 고백의 역사 | 박세리                 |                     |

### 드라마
- 2016년 SBS 드라마 스페셜 《푸른 바다의 전설》 ... 소녀 세화 / 심청 역 (전지현 아역)
- 2017년 JTBC 웹 드라마 《마술학교》 ... 한이슬 역
- 2018년 tvN 단막극 《tvN 드라마 스테이지 - 문집》 ... 신소이 역
- 2018년 MBC 월화드라마 《배드파파》 ... 유영선 역
- 2020년 MBC 단막극 《시네마틱드라마 SF8 - 일주일 만에 사랑할 순 없다》 ... 홍혜화 역
- 2020년 KBS2 수목드라마 《도도솔솔라라솔》 ... 진하영 역
- 2022년 KBS2 월화드라마 《붉은 단심》 ... 유정 역 (강한나 아역)
- 2022년 Netflix 오리지널 드라마 《모범가족》 ... 박연우 역
- 2022년 ENA 월화드라마 《아무것도 하고 싶지 않아》 ... 김봄 역
- 2022년 KBS2 단막극 《KBS 드라마 스페셜 - 열아홉 해달들》 ... 김재영 역
- 2023년 ENA 수목드라마 《딜리버리 맨!》 ... 학교폭력 목격자 역
- 2023년 tvN 월화드라마 《반짝이는 워터멜론》 ... 윤청아 역
- 2024년 Disney+ 오리지널 드라마 《조명가게》 … 현주 역

## 그 외 활동

### 방송
| 연도 | 방송사 | 제목            | 역할   | 기간                | 비고              |
| ---- | ------ | --------------- | ------ | ------------------- | ----------------- |
| 2016 | SBS    | 접속! 무비월드  | 게스트 | 10월 15일           | 강동원과 공동출연 |
| 2016 | MBC    | 섹션TV 연예통신 | 게스트 | 10월 16일           | 강동원과 공동출연 |
| 2019 | SBS    | 인기가요        | MC     | 2월 17일 ~ 10월 6일 | 민규와 공동진행   |

### 광고
| 연도 | 기업명   | 제품명                                   | 종류   | 공동출연 |
| ---- | -------- | ---------------------------------------- | ------ | -------- |
| 2017 | 피어리스 | 스킨푸드- NEW 수분 포도 바운스 버블 세럼 | 화장품 |          |

### 홍보대사
| 연도 | 경력                                           |
| ---- | ---------------------------------------------- |
| 2017 | - 제2회 J필름 페스티벌 홍보대사                |
| 2018 | - 제20회 부천 국제애니메이션 페스티벌 홍보대사 |

## 수상 및 후보
| 연도 | 시상식                                                         | 부문                               | 작품                  | 결과 | 출처   |
| ---- | -------------------------------------------------------------- | ---------------------------------- | --------------------- | ---- | ------ |
| 2016 | 제5회 스타의 밤 - 대한민국 톱스타 상 시상식 (한국영화배우협회) | 한국영화 인기 스타상               | 가려진 시간           | 수상 | [ 23 ] |
| 2017 | 제22회 춘사영화상                                              | 신인여우상                         | 가려진 시간           | 후보 |        |
| 2017 | 제54회 대종상                                                  | 신인여우상                         | 가려진 시간           | 후보 |        |
| 2018 | MBC 연기대상                                                   | 청소년 아역상                      | 배드파파              | 수상 | [ 24 ] |
| 2022 | KBS 연기대상                                                   | 드라마스페셜 • TV시네마상 여자부문 | 열아홉 해달들         | 수상 |        |
| 2023 | 서울콘 에이판 스타 어워즈                                      | 단편드라마 부문 여자 연기상        | 열아홉 해달들         | 수상 |        |
| 2024 | 대한민국 퍼스트브랜드 대상                                     | 신인여자배우 드라마 부문           | 《반짝이는 워터멜론》 | 수상 |        |